# 御前橋
御前橋（おまえばし）は、埼玉県蓮田市の町名。現行行政地名は御前橋一丁目および御前橋二丁目。住居表示実施地区。郵便番号は349-0125。

## 地理
埼玉県東部、蓮田市南部に位置する。東側で末広に、南側で蓮田に、西側で蓮田と綾瀬に、北側で見沼町に隣接する。埼玉県道311号蓮田鴻巣線が中央を東西に貫く。また、地区の南東端を東北本線（宇都宮線）がかすめる。
住居表示の実施により成立した。町名は字名に由来する。一丁目の大部分と二丁目の全域が市街化区域に指定されており、一丁目の一部が市街化調整区域に指定されている。生産緑地地区は二丁目に2カ所存在する。
河川
- 見沼代用水

### 地価
住宅地の地価は、2019年（令和元年）7月1日の埼玉県の地価調査によれば、御前橋一丁目847番12（住居表示は御前橋一丁目2番23号）の地点で10万6000円/m2となっている。

## 歴史
- 1964年（昭和39年） - 住居表示実施により、大字蓮田の一部から御前橋一丁目・二丁目が成立[6]。
- 1972年（昭和47年）10月1日 - 蓮田町が市制施行し、蓮田市の町名となる。
- 2010年（平成22年）4月22日 - 都市計画道路前口山ノ内線の、宇都宮線とアンダーパス方式により立体交差する箇所（下蓮田地下道）を含む750 mの区間が開通する[9]。

## 世帯数と人口
2020年（令和2年）9月1日時点の世帯数と人口は以下の通りである。
| 丁目         | 世帯数  | 人口    |
| ------------ | ------- | ------- |
| 御前橋一丁目 | 384世帯 | 804人   |
| 御前橋二丁目 | 207世帯 | 478人   |
| 計           | 591世帯 | 1,282人 |

## 小・中学校の学区
市立小・中学校に通う場合、学区は以下の通りとなる。
| 丁目         | 区域 | 小学校                 | 中学校               |
| ------------ | ---- | ---------------------- | -------------------- |
| 御前橋一丁目 | 全域 | 蓮田市立蓮田南小学校   | 蓮田市立蓮田南中学校 |
| 御前橋二丁目 | 全域 | 蓮田市立蓮田中央小学校 | 蓮田市立蓮田中学校   |

## 交通

### 鉄道
地区内の蓮田との境界付近を宇都宮線が通るが、駅は所在しない。最寄り駅は同線蓮田駅であり、御前橋一丁目847番12（住居表示は御前橋一丁目2番23号）の地点から650 mの位置にある。

### 道路
- 埼玉県道311号蓮田鴻巣線 - 見沼代用水に御前橋が架かる。
- 都市計画道路前口山ノ内線

## 施設
一丁目
- 認定こども園しらゆり

二丁目
- 御前橋自治会館